# Rainer Feig
Rainer Feig (* 20. Januar 1941 in Dresden) ist ein deutscher Physiker, Informatiker und ehemaliger Politiker (SPD).
Feig arbeitete zunächst als Metallflugzeugbauer in Dresden. Nach einem Examen an der Humboldt-Universität zu Berlin war er Lehrer für Mathematik und Physik. Feig erlangte den Titel eines Diplom-Physikers in einem Fernstudiengang. Er arbeitete als Informatiker bzw. Physiker für den VEB Elektroprojekt. Später ging er zum VEB Kraftwerksanlagenbau. Dort war er an der Berechnung des dynamischen Falles im Kernkraftwerk Lubmin beteiligt. Ab 1978 war Feig Verantwortlicher für das Lehrgebiet „Rechenzentrums-Technologie“ an der Ingenieurhochschule Dresden.
Bei der Landtagswahl 1990 kandidierte Rainer Feig im Wahlkreis Meißen II für das Direktmandat. Nach dem Rücktritt von Bernd Donaubauer rückte Feig am 25. November 1991 in den Sächsischen Landtag nach, dem er bis 1994 angehörte.